# Енциклопедия на исляма
Енциклопедия на исляма (на английски: Encyclopaedia of Islam) е академична енциклопедия, която включва статии за страни, народи и династии от мюсюлманския свят от 7 – 20 век, ислямски науки, политически и религиозни движения, география, етнография, култура и др. Първото издание е публикувано в Лайден (1913 – 1938) на немски, френски и английски език.
Географските и исторически статии обхващат древните арабско–ислямски империи, ислямските страни в Централна и Югоизточна Азия, Северна Африка, Османската империя и други ислямски държави.